# فرناندو ليون دي أرانوا
فرناندو ليون دي أرانوا (بالإسبانية: Fernando León de Aranoa) (و. 1968  م) هو مخرج أفلام، وكاتب سيناريو إسباني، ولد في مدريد.

## التعليم
تعلم في جامعة كمبلوتنسي بمدريد.

## وصلات خارجية
- فرناندو ليون دي أرانوا على موقع IMDb (الإنجليزية)
- فرناندو ليون دي أرانوا على موقع مونزينجر (الألمانية)
- فرناندو ليون دي أرانوا على موقع قاعدة بيانات الأفلام العربية
- فرناندو ليون دي أرانوا على موقع ألو سيني (الفرنسية)
- فرناندو ليون دي أرانوا على موقع تيرنر كلاسيك موفيز (الإنجليزية)
- فرناندو ليون دي أرانوا على موقع أول موفي (الإنجليزية)
- فرناندو ليون دي أرانوا على موقع قاعدة بيانات الأفلام السويدية (السويدية)
- فرناندو ليون دي أرانوا على موقع قاعدة بيانات الفيلم (الإنجليزية)
- فرناندو ليون دي أرانوا على موقع كينوبويسك (الروسية)